# Liste des personnages de Yuri on Ice

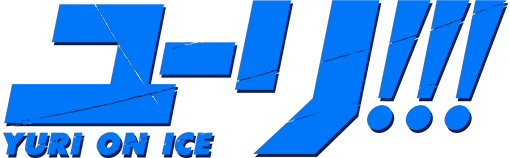
Logo de l'anime Yuri on Ice.

Yuri on Ice présente une pléthore de personnages fictifs créés par Sayo Yamamoto et Mitsurō Kubo. 
L'histoire tourne autour du personnage de Yuri Katsuki, un patineur artistique japonais de 23 ans talentueux mais facilement sujet à l'anxiété, qui vient d'échouer un championnat et doute de sa carrière. Alors qu'il se retire dans son village natal dans le Japon rural, Victor Nikiforov, lui aussi patineur de renommée mondiale et idole de Yuri, lui rend visite, pour devenir son entraîneur sportif. À son insu, il est suivi par Yuri Plisetsky, l'étoile montante du patinage russe, à qui Victor avait déjà promis d'être son coach. Le récit raconte alors leurs parcours au cours de la saison à venir des championnats de patinage artistique, et explore les relations inter-individuelles entre tous ces patineurs. 

## Personnages principaux

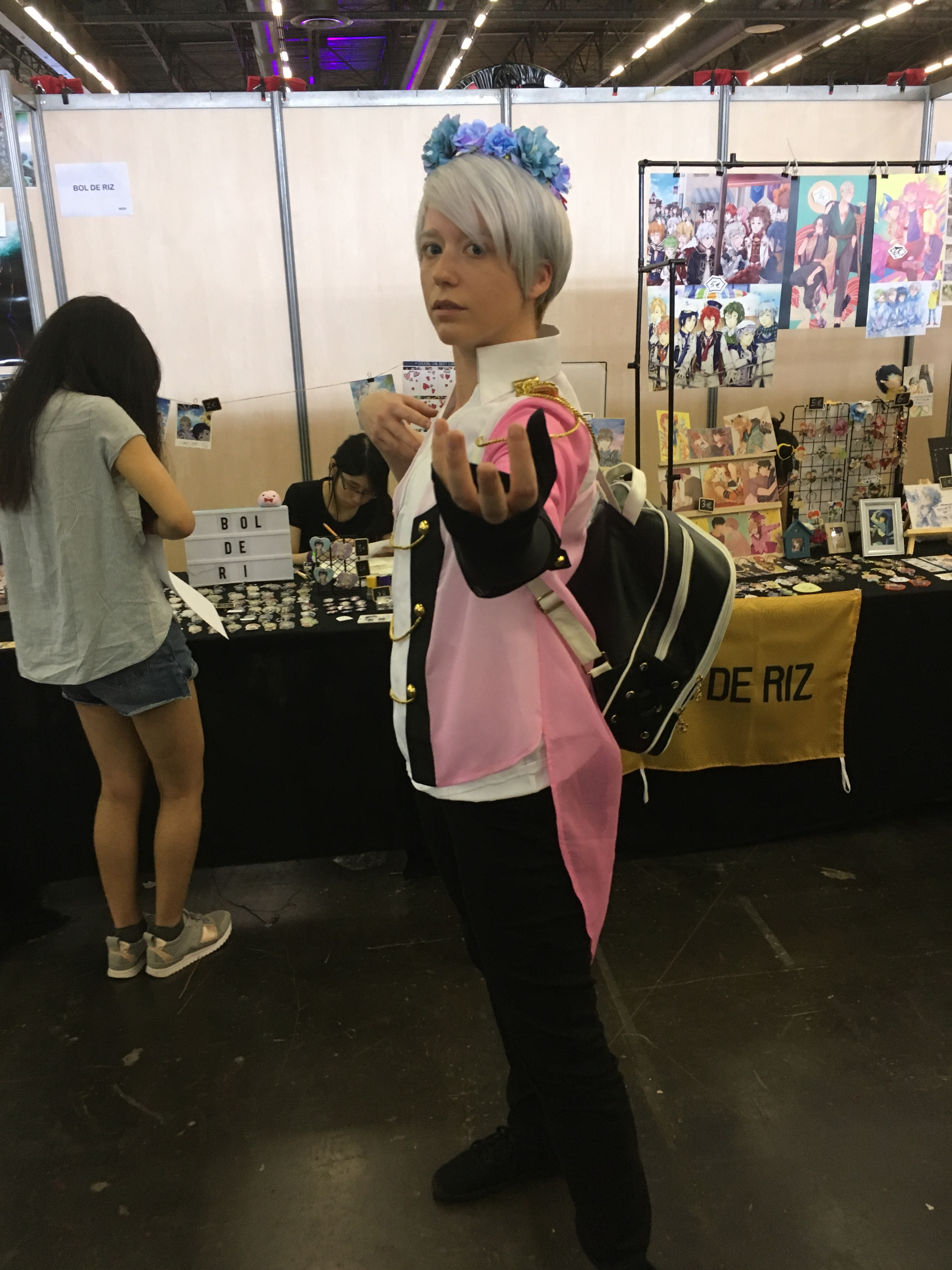
Cosplay de Victor Nikiforov, quintuple champion du monde de patinage artistique, coach et idole de Yuri Katsuki.

L'histoire est centrée sur trois personnages : Yuri Katsuki, Victor Nikiforov et Yuri Plisetsky, tous patineurs internationaux. De nombreux autres personnages tiennent un rôle important, comme les membres de la famille des personnages principaux ou les autres patineurs que ceux-ci rencontrent au cours des différentes compétitions auxquelles ils participent.
Yuri Katsuki (勝生 勇利, Katsuki Yūri)
Doublage japonais : Toshiyuki Toyonaga, doublage anglais : Jessie James Grelle.
Le personnage principal, Yuri, est un patineur japonais de vingt-trois ans. Il est assez talentueux mais cède facilement à la pression, ce qui peut l'amener à commettre des erreurs aux moments cruciaux. Un an avant les événements de la série, malgré son très haut classement, il est arrivé en dernière place de sa première finale du Grand Prix. Enchaînant les défaites au cours de la même saison, il a décidé de mettre sa carrière en pause. En dépit d'avoir laissé de côté le milieu compétitif, il a continué à s'entraîner en imitant son idole Victor Nikiforov. Yuri revient dans sa ville natale Hasetsu et rend visite à son amie d'enfance Yuko, responsable de la patinoire locale, où il effectue parfaitement un des programmes d'entraînement de Victor alors qu'il est filmé à son insu par les filles de Yuko. La vidéo circule sur Internet et devient virale en l'espace de quelques heures, jusqu'à être visionnée par Victor qui choisit alors de devenir son entraîneur.
Yuri Katsuki est inspiré du patineur artistique japonais Yuzuru Hanyu, de par leur jeune âge et leur nationalité, mais également la composition de leur chorégraphie, celle de Yuri reprenant exactement les sauts de Hanyu lors de sa saison de 2015,.
Yuri Plisetsky (ユーリ・プリセツキー, Yūri Purisetsukī)
Doublage japonais : Kōki Uchiyama, doublage anglais : Micah Solusod
Yuri est un patineur russe de quinze ans et coéquipier de Victor Nikiforov, trois fois médaillé d'or aux Championnats du monde junior. Sa petite stature et son physique lui ont valu le surnom de « fée russe », mais du fait de son caractère franc et de sa tendance à dire des grossièretés, il est aussi connu sous le surnom de « punk russe ». Arrivé en première place du circuit junior l'année de la défaite de Yuri Katsuki, il s'entraîne à présent pour le circuit senior. Au Japon, il est parfois appelé « Yurio » pour éviter la confusion entre les deux Yuri.
Victor Nikiforov (ヴィクトル・ニキフォロフ, Vikutoru Nikiforofu)
Doublage japonais : Jun'ichi Suwabe, doublage anglais : Jerry Jewell
Victor est un patineur russe de vingt-sept ans et l'idole d'enfance de Yuri. Véritable légende du patinage artistique, Victor a remporté une multitude de championnats dans son adolescence, y compris sa cinquième médaille d'or consécutive du Grand Prix junior après une succession de victoires nationales et européennes. Au début de la série, il vient tout juste de remporter le championnat du monde pour la cinquième fois consécutive et approche l'âge de la retraite, ce qui pousse son public à s'interroger quant à sa carrière pour la saison à venir. Victor a pour but de surprendre avec ses programmes d'entraînement, mais il a perdu toute inspiration maintenant que le monde s'est habitué à son talent. Il remarque le potentiel de Yuri Katsuki grâce à une vidéo virale, ce qui semble lui avoir redonné de la motivation.
Mitsurō Kubo, la scénariste et conceptrice des personnages, explique avoir basé le personnage de Victor sur les éléments de la vie de plusieurs autres patineurs, comme Johnny Weir, triple champion des États-Unis, ou Evgeni Plushenko,,. Kubo a l'idée du physique de Victor après avoir assisté à une représentation de Hedwig and the Angry Inch, et s'inspire du cinéaste américain John Cameron Mitchell pour sa coiffure.

## Personnages secondaires

### Famille Katsuki
Toshiya Katsuki (勝生 利也, Katsuki Toshiya)
Doublage japonais : Soryu Konno, doublage anglais : Charles Campbell
Toshiya est le père de Yuri et Mari. Il gère le onsen familial dans la ville fictive d'Hasetsu, sur l'île de Kyūshū.
Hiroko Katsuki (勝生 寛子, Katsuki Hiroko)
Doublage japonais : Kei Harami, doublage anglais : Rachel Robinson
Hiroko est la mère de Yuri et Mari. Aimante et généreuse, elle aide son mari dans la gestion du onsen familial.
Mari Katsuki (勝生 真利, Katsuki Mari)
Doublage japonais : Kyōko Sakai, doublage anglais : Leah Clark
Mari est la sœur de Yuri. Plus âgée et plus rebelle que lui, elle est restée à Hasetsu pour aider ses parents. Fan de boysband et grande supportrice de son frère, c'est elle qui a trouvé le surnom « Yurio » pour Yuri Plisetsky.

### Famille Nishigōri
Yuko Nishigōri (西郡 優子, Nishigōri Yuko)
Doublage japonais : Mariya Ise, doublage anglais : Alexis Tipton
Amie d'enfance de Yuri K., Yuko est également son ancienne partenaire de patinage. Encourageante et pétillante, elle est celle qui a fait découvrir à Yuri les performances de Victor, qu'elle idolâtre également. Désormais marié à Takeshi, un ami d'enfance, elle est la mère des triplées Axel, Lutz et Loop, et dirige la patinoire d'Hasetsu avec son mari.
Takeshi Nishigōri (西郡 豪, Nishigōri Takeshi)
Doublage japonais : Jun Fukuyama, doublage anglais : Cris George
Également ami d'enfance de Yuri K. et ancien patineur, Takeshi continue de donner des conseils à ce dernier et à le soutenir depuis leur ville natale. Alors que Yuri K. a embrassé une carrière de patineur professionnel, Takeshi a épousé Yuko, est devenu le gérant de la patinoire d'Hasetsu avec sa femme et leurs trois filles.
Axel Nishigōri (西郡 空挧流, Nishigōri Akuseru), Lutz Nishigōri (西郡 流譜, Nishigōri Ruttsu) et Loop Nishigōri (西郡 流麗, Nishigōri Rūpu)
Doublage japonais : Akiko Yajima, doublage anglais : Kristen McGuire
Les triplées Axel, Lutz et Loop sont les filles de Takeshi et Yuko. Très actives sur les réseaux sociaux, elles sont passionnées par le patinage artistique. Espiègles, elles sont responsables de la mise en ligne de la vidéo de Yuri K. imitant Victor, la raison de la venue de ce dernier au Japon.

### Patineurs internationaux

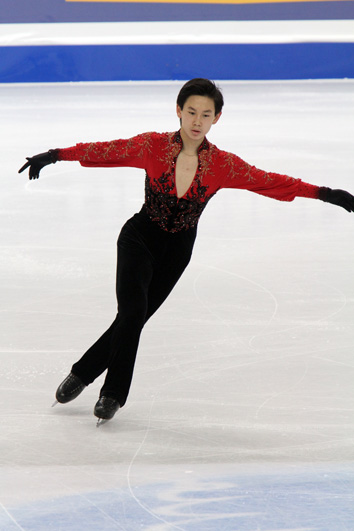
Denis Ten, patineur kazakh, inspiration d'Otabek Altin.

Otabek Altin (オタベック・アルティン, Otabekku Arutin)
Doublage japonais : Yoshimasa Hosoya, doublage anglais : Mike McFarland
Jeune patineur kazakh de 18 ans, Otabek est très populaire dans son pays natal. Stoïque, discret et de nature introvertie, Otabek se rapproche néanmoins de Yuri P., après un stage effectué chez Yakov, l'entraîneur russe. Il participe à deux finales du Grand Prix consécutives, celle de la dernière victoire de Victor et celle opposant les deux Yuri.
Otabek est inspiré du patineur kazakh Denis Ten.
Phichit Chulanont (ピチット・チュラノン, Pichitto Churanon, พิชิต จุลานนท์)
Doublage japonais : Kenshō Ono, doublage anglais : Joel McDonald
Originaire de Thaïlande, Phichit était le colocataire de Yuri K. lors de leurs études à Détroit où ils sont devenus très amis. Il s'entraîne désormais dans sa ville natale de Bangkok, dans l'optique de devenir le meilleur patineur d'Asie du Sud-Est. Toujours enjoué, il adore les hamsters et passer du temps sur les réseaux sociaux.
Christophe "Chris" Giacometti (クリストフ・ジャコメッティ, Kurisutofu Jakometti)
Doublage japonais : Hiroki Yasumoto, doublage anglais : Christopher Sabat
Patineur suisse de 25 ans, Christophe, surnommé « Chris », est un rival de Victor, qu'il admire depuis tout jeune. Connu pour ses performances plus matures où il utilise son charme, il estime ne pas avoir de vrais concurrents depuis le départ de Victor de la vie compétitive, et souhaite y faire revenir ce dernier. Très confiant en ses capacités, il va néanmoins essayer de battre Yuri K. lors du Grand Prix.
Jean-Jacques "JJ" Leroy (ジャン・ジャック・ルロワ, Jan Jakku Rurowa)
Doublage japonais : Mamoru Miyano, doublage anglais : Jeremy Inman
Patineur québécois de 19 ans, Jean-Jacques Leroy, surnommé « JJ », vient d'une famille de patineurs artistiques. Entrainé par ses parents, JJ est très doué, mais également très sûr de lui, à la limite du narcissisme. Il reste très travailleur, et cherche à tout prix à devenir le meilleur patineur artistique au monde.
Guang-Hong Ji (ジ・グァンホン, Ji Gwanhon, 季光虹)
Doublage japonais : Yūtarō Honjō, doublage anglais : Howard Wang
Originaire de République populaire de Chine, Guang-Hong est un jeune patineur timide qui rêve de devenir une star de cinéma. Ami de Phichit et de Leo, il s'entraîne avec eux en hiver au Canada. Il est accro aux réseaux sociaux.

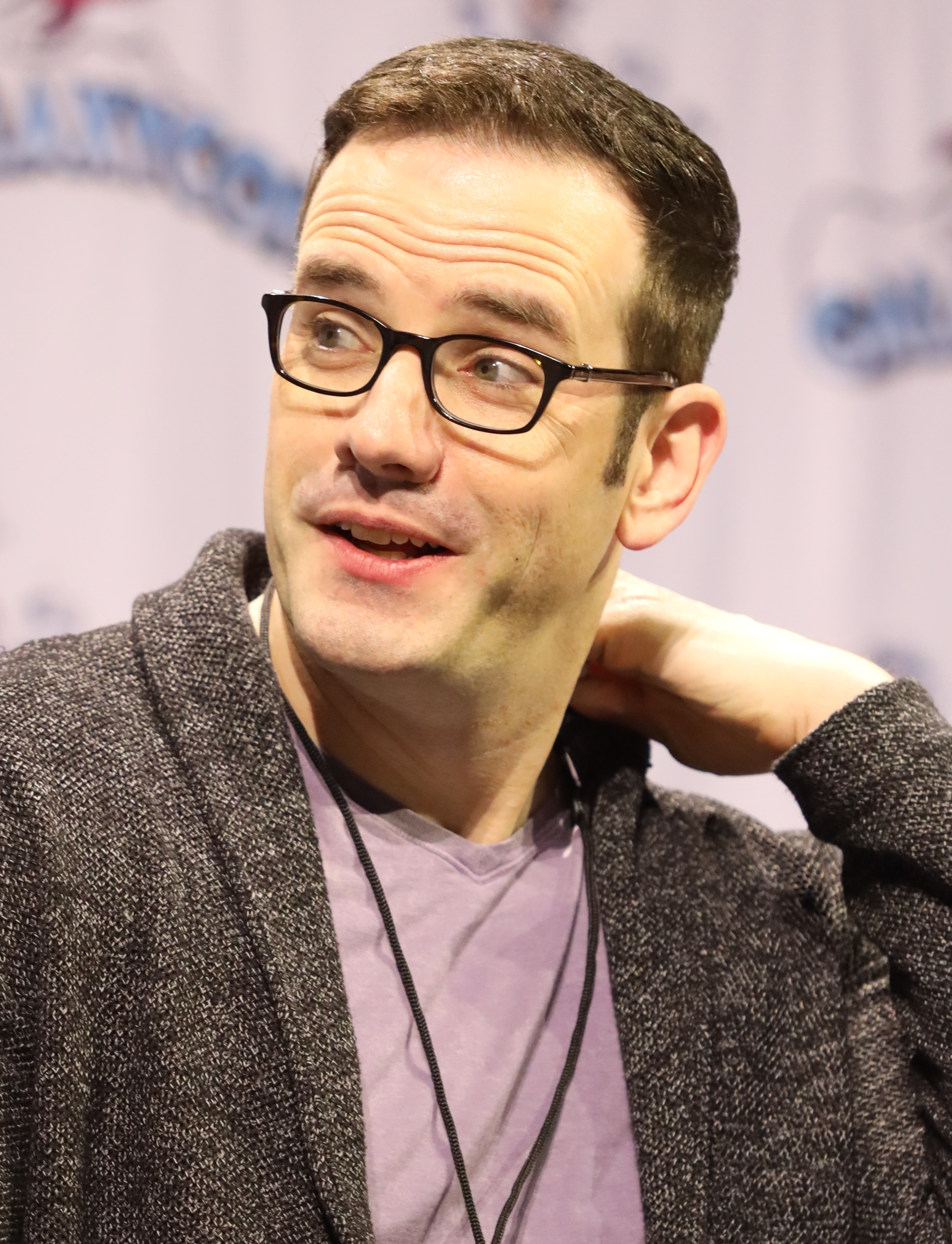
J. Michael Tatum, comédien de doublage américain, doublant le personnage de Michele Crispino dans la version anglaise de la série.

Michele Crispino (ミケーレ・クリスピーノ, Mikēre Kurisupīno)
Doublage japonais : Tomoaki Maeno, doublage anglais : J. Michael Tatum
Patineur italien peu patient, il est très proche de sa sœur jumelle, Sara, elle aussi patineuse, qu'il surprotège. Il n'en pas pour autant plus courageux, et se repose souvent sur sa sœur.
Kenjirō Minami (南 健次郎, Minami Kenjirō)
Doublage japonais : Ayumu Murase, doublage anglais : Trina Nishimura
Plein d'entrain et faisant preuve d'une joie communicative, Kenjirō est un jeune patineur artistique japonais, faisant ses débuts dans les compétitions internationales. Habitant à Fukuoka, il idolâtre Yuri K., qu'il a déjà affronté à plusieurs compétitions nationales japonaises. Considéré comme l'une des étoiles montantes du patinage japonais, il essaye toujours de se dépasser et de nouvelles combinaisons de sauts, avec plus ou moins de succès.
Lee Seun-gil (イ・スンギル, I Sungiru, 이승길)
Doublage japonais : Kenji Nojima, doublage anglais : Oscar Seung
Stoïque et très analytique, Seun-gil est un patineur sud-coréen qui se concentre plus sur la manière d'enchaîner les figures valant le nombre maximal de points plutôt que de se consacrer au rythme de la musique. Grâce à son physique, il a beaucoup de supporters, mais reste froid et se mélange peu aux autres patineurs.
Emil Nekola (エミル・ネコラ, Emiru Nekora)
Doublage japonais : Satoshi Hino, doublage anglais : Justin Briner
De nature calme, Emil est un patineur tchèque, ami de Michele et Sara Crispino. Son style de patinage est très différent de sa personnalité, et est très dynamique.
Leo de la Iglesia (レオ・デ・ラ・イグレシア, Reo de ra Igureshia)
Doublage japonais : Shun'ichi Toki, doublage anglais : Ricco Fajardo
Jeune patineur mexicano-américain de 19 ans, Leo est également un musicien et compose lui même les musiques sur lesquelles il patine. Toujours plein d'énergie, il cherche à enthousiasmer le public lors de ses performances. Comme ses amis Phichit et Guan-hong, il est très présent sur les réseaux sociaux.
Georgi Popovich (ギオルギー・ポポーヴィッチ, Giorugī Popōvitchi)
Doublage japonais : Wataru Hatano, doublage anglais : David Trosko
Georgi est un patineur russe, qui s'entraîne avec Victor, Yuri P. et Mila en Russie. Très appliqué et possédant une âme d'artiste, il puise dans ses différents chagrins d'amour pour ses différentes chorégraphies.
Sara Crispino (サーラ・クリスピーノ, Sāra Kurisupīno)
Doublage japonais : Marika Minase, doublage anglais : Tia Ballard
Sara est la sœur jumelle de Michele et l'une des meilleures patineuses artistiques au monde. Plus mature que son frère, elle a besoin d'indépendance pour mieux s'exprimer dans son patinage.
Mila Babicheva (ミラ・バビチェヴァ, Mira Babicheva)
Doublage japonais : Mari Doi, doublage anglais : Monica Rial
Jeune patineuse russe, elle s'entraîne aux côtés de Yuri P. et Georgi en Russie. Espiègle et pleine d'énergie, elle adore taquiner Yuri P. et Georgi. Elle est également considérée comme l'une des meilleures patineuses artistiques de sa génération.

### Coachs et autres personnages
Minako Okukawa (奥川 ミナコ, Okukawa Minako)
Doublage japonais : Yuka Komatsu, doublage anglais : Colleen Clinkenbeard
Minako est la professeure de ballet de Yuri K, et responsable du studio de danse d'Hasetsu. En manque d'étudiants, elle continue à aider Yuri K. dans son entraînement. Ancienne danseuse de renommée mondiale, elle est également la gérante d'un bar à Hasetsu.

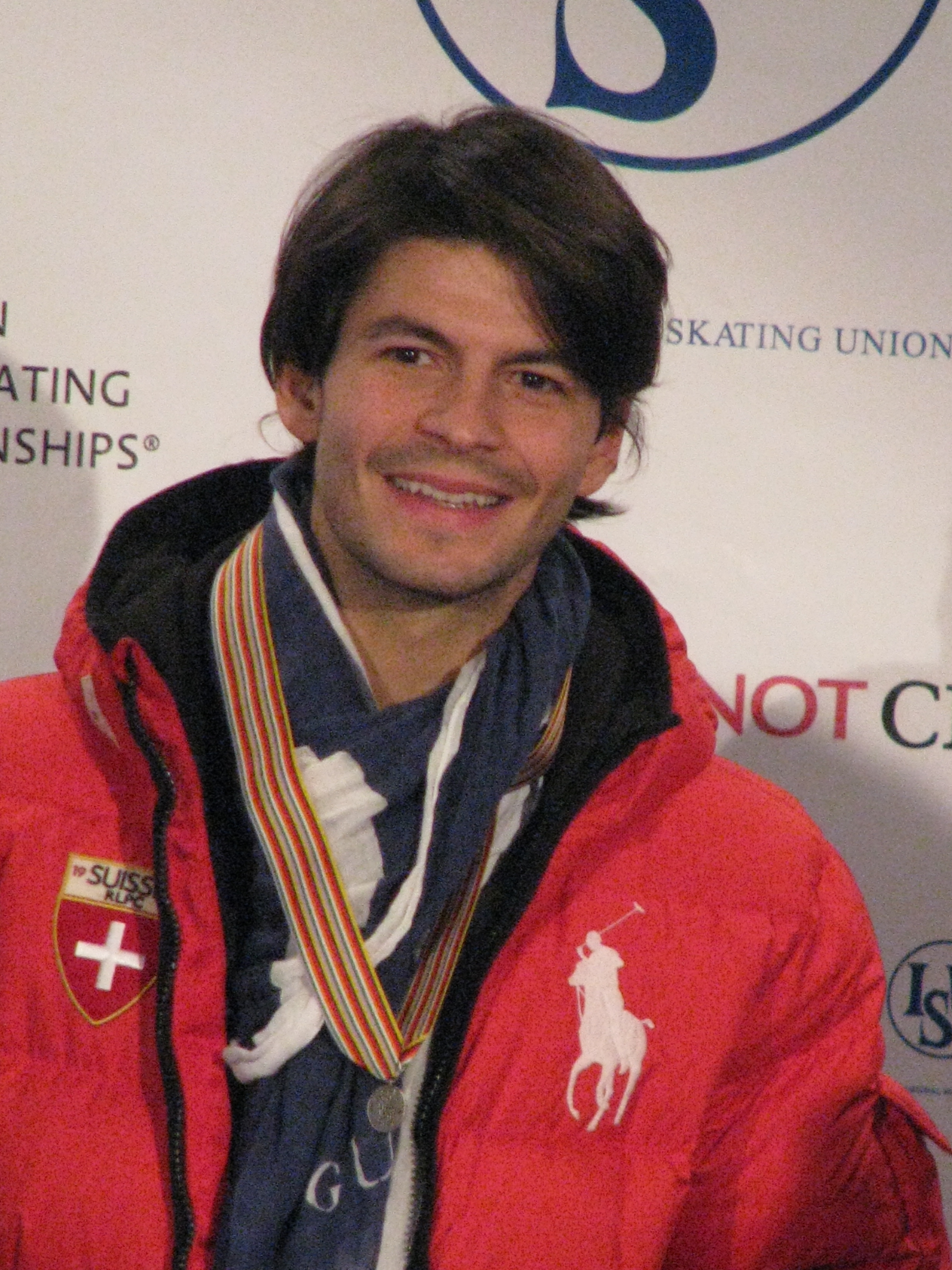
Stéphane Lambiel, patineur artistique suisse, interprète son propre rôle.

Hisashi Morooka (諸岡 久志, Morooka Hisashi)
Doublage japonais : Taihei Katō, doublage anglais : Sonny Strait
Morooka est un commentateur japonais de patinage artistique, présent dans la plupart des compétitions internationales. Il est fan de Yuri K.
Yakov Feltsman (ヤコフ・フェルツマン, Yakofu Ferutsuman)
Doublage japonais : Hideaki Tezuka, doublage anglais : Daman Mills
Vieux russe de 70 ans, Yakov est l'entraîneur de Yuri P., de Georgi, de Mila, et anciennement de Victor. Très strict, il sort facilement de ses gonds en réponse au comportement léger de Victor. Il est néanmoins très attaché à tous ses élèves, et souhaite uniquement voir leur potentiel maximal éclore.
Lilia Baranovskaya (リリア・バラノフスカヤ, Riria Baranofusukaya)
Doublage japonais : Seiko Tamura, doublage anglais : Caitlin Glass
Ancienne prima ballerina assoluta du Bolchoï, Lilia est l'ex femme de Yakov, en plus d'être la professeur de ballet des patineurs russes. Tout comme Yakov, elle apparaît comme stricte et austère, mais éprouve une grande affection envers ses élèves.
Celestino Cialdini (チェレスティーノ・チャルディーニ, Cheresutīno Charudīni)
Doublage japonais : Kōji Ochiai, doublage anglais : Ian Sinclair
Ancien entraîneur de Yuri K. et actuel entraîneur de Phichit, Celestino est un italo-américain qui reste très fier de son ancien élève.
Stéphane Lambiel (ステファン・ランビエール, Sutefan Ranbiēru)
Doublage japonais : lui-même, doublage anglais : Jessie James Grelle
Le patineur suisse à la retraite Stéphane Lambiel joue son propre rôle en tant que commentateur de la finale du Grand Prix.